# Stalobelus escaleranus
Stalobelus escaleranus är en insektsart som beskrevs av William Lucas Distant. Stalobelus escaleranus ingår i släktet Stalobelus och familjen hornstritar. Inga underarter finns listade i Catalogue of Life.